# JR貨物Z形コンテナ
JR貨物Z形コンテナ（JRかもつZがたコンテナ）は、日本貨物鉄道（JR貨物）が製造したコンテナである。
1990年（平成2年）に機関車などの性能試験を行うZ形とZGZ形が製造された。Z形に各種計測器が設置され、ZGZ形はその電源供給用である。